# Mietvilla Johannes Eisold
Die Mietvilla Johannes Eisold steht im Stadtteil Serkowitz der sächsischen Stadt Radebeul, in der Meißner Straße 143. Sie wurde im Jahr 1911 von dem Baumeister und Architekten Johannes Eisold für sich selbst errichtet (Büroräume im Erdgeschoss) und entstand neben dem Betriebsgelände der Bauunternehmung F. W. Eisold (Meißner Straße 139), die zu jener Zeit von seinem Bruder Wilhelm Eisold geführt wurde.

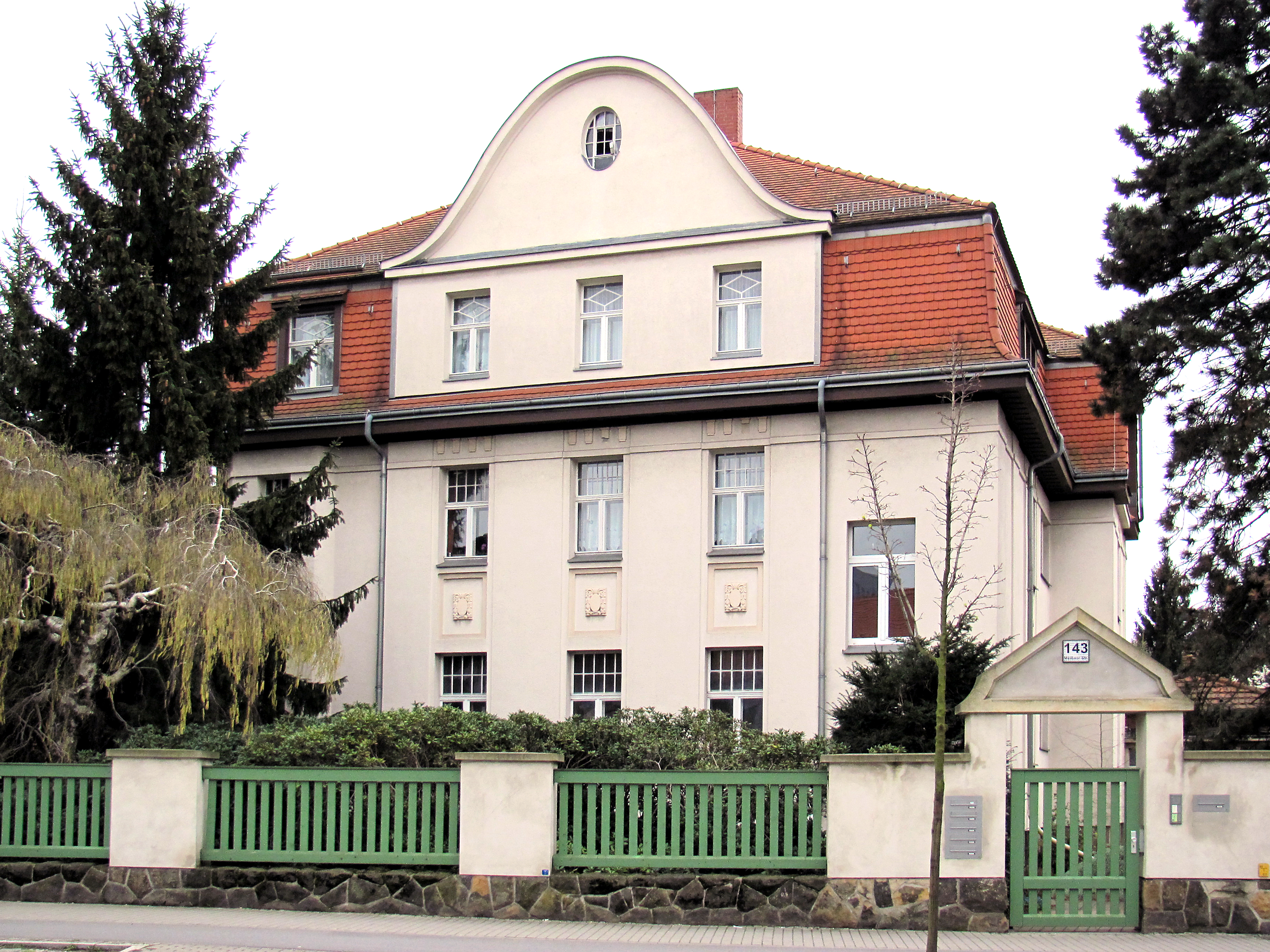
Mietvilla Johannes Eisold

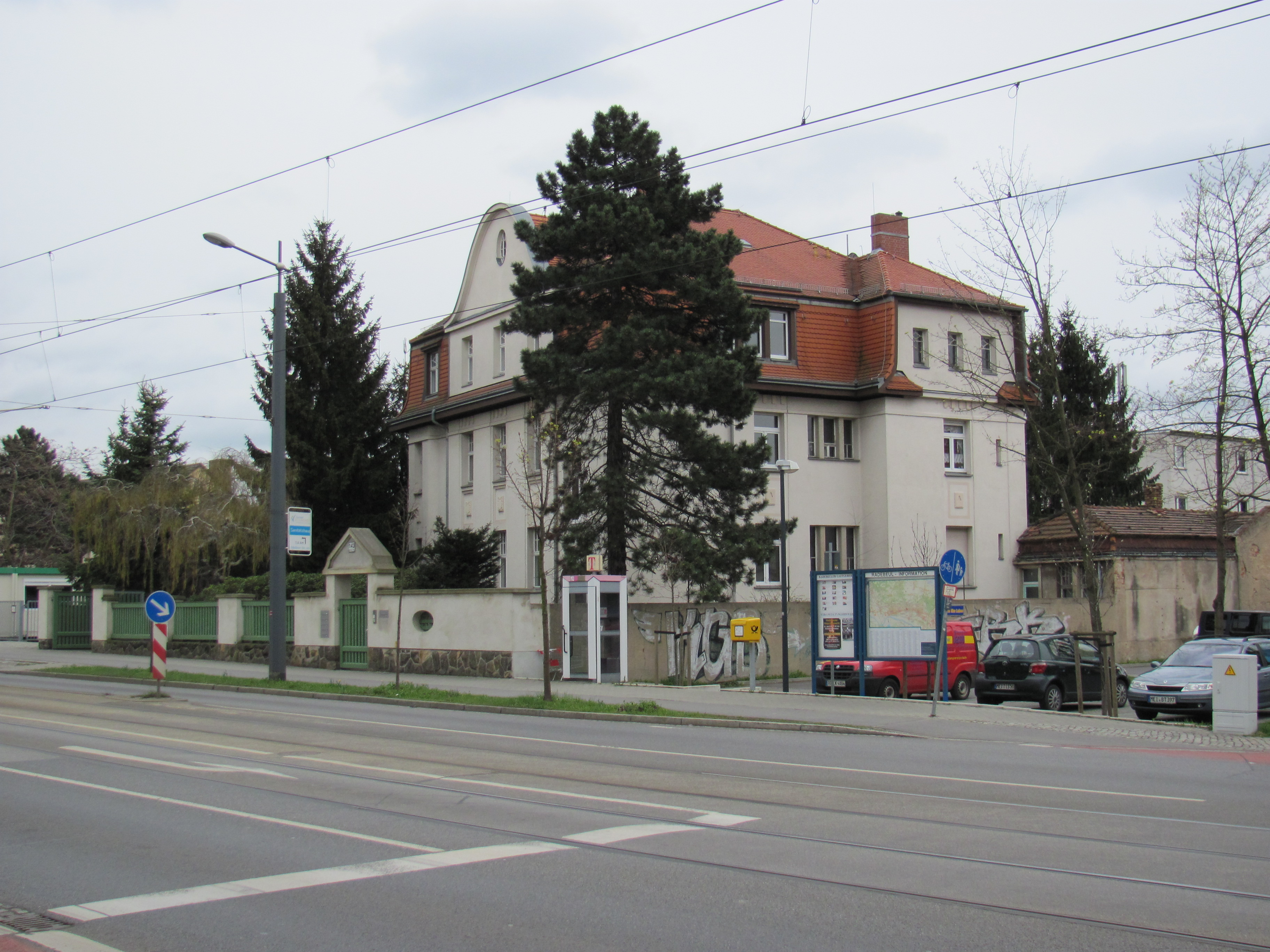
Rechts hinter dem Wohnhaus steht ein Anbau mit Mansarddach

Im Jahr 1915 wohnte im 1. Stock der sächsische Politiker Heinrich Waentig (damalige Adresse Leipziger Straße 5), der dort 1917 verstarb.

## Beschreibung

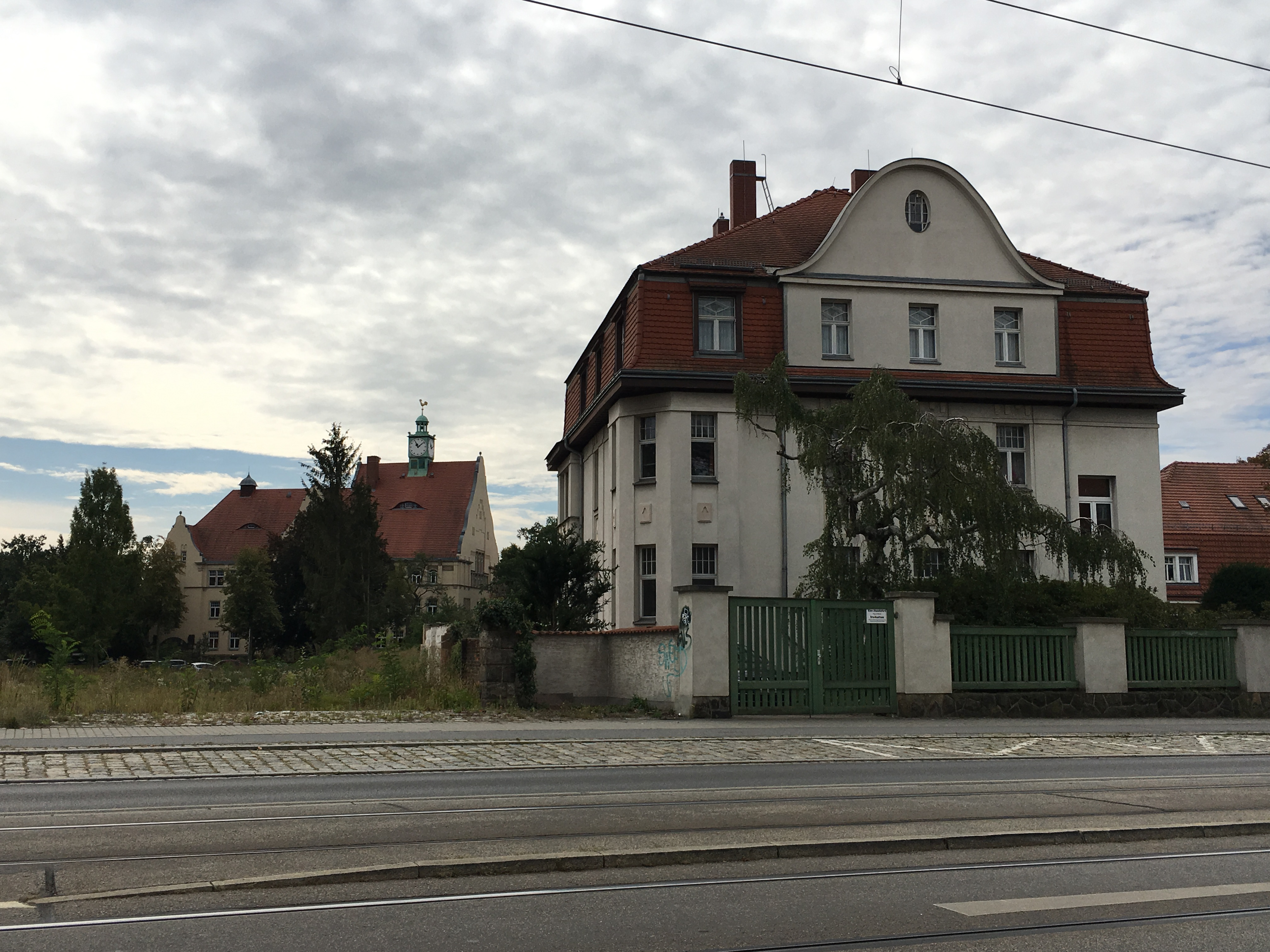
Meißner Straße 143: Nach Abbruch von Betriebsresten der Eisold-Bauunternehmung am Moritz-Garte-Steg sieht man bis zum Steinbachhaus

Die zusammen mit der Einfriedung und der Pforte unter Denkmalschutz stehende Mietvilla ist ein freistehendes zweigeschossiges Wohnhaus mit einem Mansard-Zeltdach, welches durch den Vollausbau als weiteres Wohngeschoss gezählt werden kann. In der Straßenansicht steht mittig ein dreiachsiger Risalit, der im Dach als Zwerchhaus mit einem hohen, sinusbogig geführten Giebel fortgesetzt ist. Das Gebäude zählt zur Reformstil-Architektur.
Ein polygonaler Standerker an der linken Gebäudeecke erstreckt sich in der Höhe bis zur Traufkante. Die verputzten Fassaden zeigen sparsame Gliederungen und Ornamentik, der Mittelrisalit wird an den Kanten durch Lisenen begrenzt.
Die Einfriedung besteht aus abgedeckten Holzzaunfeldern zwischen verputzten Mauerstücken. Die wegen einer Straßenverbreiterung jüngst erneuerte Eingangspforte hat einen hohen Dreiecksgiebel.